# Xaver Frick (Leichtathlet, 1946)
Xaver Frick (* 4. März 1946 in Vaduz) ist ein ehemaliger liechtensteinischer Leichtathlet, der auf den Mittelstreckenlauf spezialisiert war.

## Biografie
Xaver Frick gehörte bei den Olympischen Sommerspielen 1968 in Mexiko-Stadt zur liechtensteinischen Mannschaft, wo er als Leichtathlet in den Disziplinen 800 und 1500 Meter startete, jedoch schon im Vorlauf ausschied.